# 男性

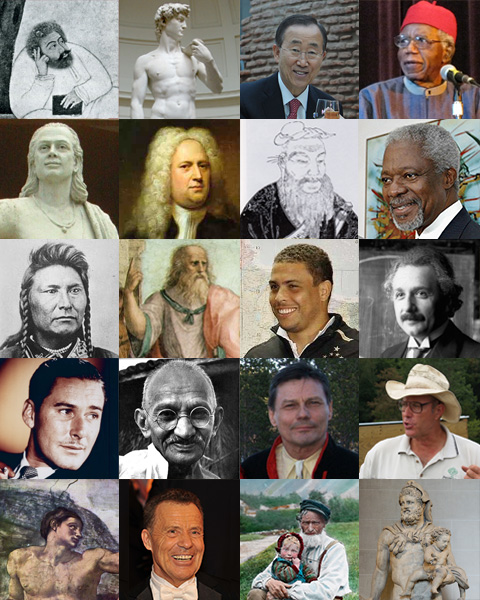
男性

男性，是指雄性的人類，與雌性人類即女性相對。男性這個名詞是用來表示生物學上的性別劃分，正式只適用於稱呼人類，但有時候也會用作稱呼其他生物，同時亦可指文化上的性別角色。
和其他大部份的哺乳類一様，男性的基因組中包括一個來自母親的X染色體以及一個來自父親的Y染色體。相較於女性胚胎，男性胚胎會分泌較多雄激素．較少雌激素。而性類固醇量的相對差異是造成男性和女性生理學差異的主要原因。在青春期時，荷爾蒙會刺激身體分泌雄激素，造成第二性徵的發展，因此兩性會有更明顯的差異。不過上述的差異可能不會出現在跨性別或是雙性的男性身上。

## 釋義、語源
在漢語中，男解作
1. 陽性的人，與「女」相對。
2. 指兒子，如長男。
3. 古代爵位的第五等。

《商務字典》中「男」字有以下解釋：
1. 古稱能在田中出力勞動的壯年男子，
2. 男性、男人，
3. 兒子，亦為對父母的自稱
4. 古爵位名。公、侯、伯、子、男五等爵的第五位等。直至清代仍沿用。

「男」字是從中國商朝晚期的甲骨文及金文演變而來，亦可追溯至更遠古時代的陶文，屬象形文字。
中文不常區分年齡，所有男性都通稱為「男性」。要強調年齡時，剛出生的稱為「男嬰」，少於12歲的稱為男童或男孩，12~18歲的青春期男性稱為少男或少年，或泛指十几至二十幾歲男性，過了青春期的成年男性或在法律上定義為成年的男性（通常是18歲）稱為「男人」。

## 生物學與性別
人類的性別在受精時就已由精子細胞帶的染色體所確定。若由X染色體的精子細胞和卵细胞受精，受精卵之後形成的個體即為女性（XX）。若由Y染色體的精子細胞和卵细胞受精，受精卵之後形成的個體即為男性（XY）。若受精卵的染色體出現其他的情形，則稱為是雙性人。
男性的基因組會從母親遺傳到X染色體，由父親遺傳到Y染色體。男的胎兒所分泌雄激素比女性胎兒多，而雌激素比女性胎兒少。這些性类固醇的相對差異是男性和女性身體差異的主要原因。
人類在不斷發育的過程中，會逐漸顯示出兩性異型，在懷孕期性腺形成後開始。兩性異型呈現在許多方面，有些和生育能力沒有直接關係。不過有些就和性吸引力有關。大部份的兩性異型會表達在身高、體重、身體結構。當進入青春期和性荷爾蒙程度上升，差異更明顯。不過這些也常常會出現例外。例如男性一般而言會比女性高，但兩性中也有許多的身高是在中性範圍。
第一性徵（或性器官）是兩性出生時就有的特徵，也是生殖機能的中心。男性的第一性徵包括陰莖及睪丸、第二性徵是人類進入青春期時會出現的特徵。這些特徵也是两性异形的性狀，可以區別兩性的不同，不過第二性徵和第一性徵不同，第二性徵和生殖機能比較沒有直接關係。男性的第二性徵有：

人類男性的生殖系統

- 鬍鬚;[4]
- 胸毛[6]
- 肩膀變寬[7]
- 喉部突起（喉结）[7]
- 聲音比兒童和女性低[4]

### 生殖系統

雄性人類生殖系統解剖及附近結構圖

男性的性器官是生殖系統的一部分，包括陰莖、睪丸、輸精管及前列腺。其功能旨在生產精液，攜帶遺傳訊息與女性的卵子結合。精液中的精子進入子宮和卵子受精，之後受精卵著床，成為胚胎。之後的妊娠過程是在女性體內進行，就不需要男性生殖系統的參與。不過人類社會中有父親及家庭的概念。
醫學專科中研究男性健康，特別關乎生殖系統及泌尿外科問題的為男科，亦涉及外科手術如輸精管切除、輸精管吻合術等。

### 男性荷爾蒙
在哺乳類動物中，影響性別的發展為雄激素（主要是睾酮），在性別未分化的胚胎中，睾固酮刺激中腎管、陰莖的發育，將陰唇陰囊隆起演變為陰囊。其他展現性差異的激素是抗穆氏管荷爾蒙，由睪丸細胞產生，抑制中腎傍管的發育。
男性踏入青春期後，體內黃體成長激素的分泌會刺激睪丸中的細胞製造睾固酮。剛開始時，有非常規律的每日分泌模式：黃體成長激素分泌的高峰期出現在睡眠當中，尢其是午夜到早上八點之間。隨身體逐步發育，身體也開始在白天分泌黃體成長激素。

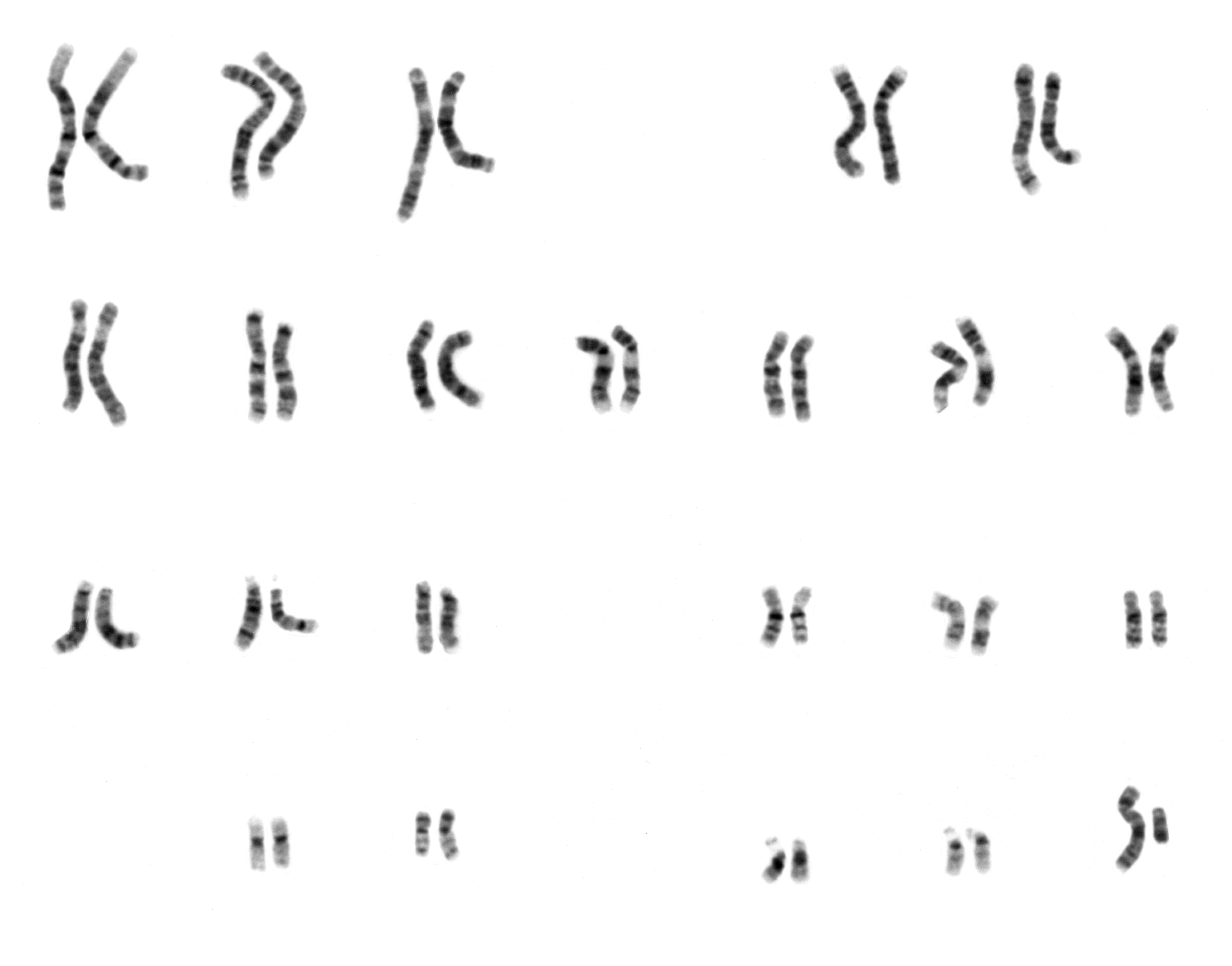
男性的核型使用吉姆薩染液染色，男性特別有一個XY染色體

腎上腺開始加速分泌脫氫表雄酮的男性荷爾蒙，會刺激皮脂腺的生長，皮脂腺負責分泌潤滑皮膚，保持皮膚柔軟的皮脂。皮脂腺快速生長則會造成皮膚油膩，體味濃重，還會刺激毛囊以利日後陰毛生長，這個時期稱為腎上腺雄性素增生期（Adrenarche）
男性荷爾蒙還會增加性慾，男性和女性都會分泌男、女性荷爾蒙，而一個成年男子的男性荷爾蒙分泌量一般是成年女性的20倍。有大約10%的男性沒有視覺性的性幻想能力，而約30%的女性沒有視覺性的性幻想能力。
男性荷爾蒙二氫睪酮（DHT）會使毛囊萎縮導致男性脫髮。
總括而言，男性荷爾蒙主要會使生殖器官（陰莖、睪丸）發育及增大，也造成聲音的變化及喉结的產生。睾固酮會
增加肌肉量、促進體毛與鬍鬚生長，並且促進長骨末端的成長。脫氫表雄酮會製造身體各類類固醇荷爾蒙，並且刺激皮脂腺的生長。
男性在青春期時，睾酮與垂體釋放的促性腺激素促使精子發生，也讓成年男性有性別分化，和成年女性不同，而成年女性的性別分化是由雌激素和孕酮產生。

### 健康
一般而言，男性的很多疾病都和女性相同。有些疾病是男性專有的，例如像男性生殖器官的腫瘤或是前列腺肥大等疾病，也有一些疾病或是症狀只對男性造成困擾，例如男性乳房發育症，或是早洩、勃起功能障礙等性功能障礙。因為只有一個X染色體，男性比較容易得到一些性聯遺傳疾病，如紅綠色盲、血友病及蠶豆症。
男性的平均壽命較女性略短，但其差異越來越小。另外，男性的自殺率比女性要高。

## 性和性別
男性的性行為以及性吸引力呈現的方面因人而異，性行為會受到許多因素的影響，例如演化心理學、人格、養育方方式及文化。大部份的男性是异性恋，而其中也有些是同性戀或双性恋。有些男性會認為自己「絕對是異性戀」。
有少數的人在出生時性別指定為女性，但其性別認同為男性（這種稱為跨性別男性）。相反的，也有些人出生時性別指定為男性，但其性別認同為女性（這種稱為跨性別女性）。有些出生時性別指定為男性，而自我性別認同為非二元性別。也有些人的性別認同是雙性人。

## 性別角色
近代大型社會大多為父系社會，男性的權力較大，社會認為男性應守護自己身邊的人、家園及族人。在市場經濟的社會中，男性普遍負責外出工作或下田耕作供養家庭食宿、負擔家庭生活中大部分的開支，女性在懷孕生產的時間以外，負責做家事，有時做簡單的工作增加收入。自1960年代女權運動以來，社會正慢慢趨向性別平等，男女平等在《联合国宪章》序言中与基本人权、人格尊严与价值、大小各国平等被并列重申。現代都市社會傾向雙薪，二人都需工作賺錢，共同維繫家庭。也有夫婦實行財政獨立，兩人的收入各自保管。

## 男性髮式

### 中國

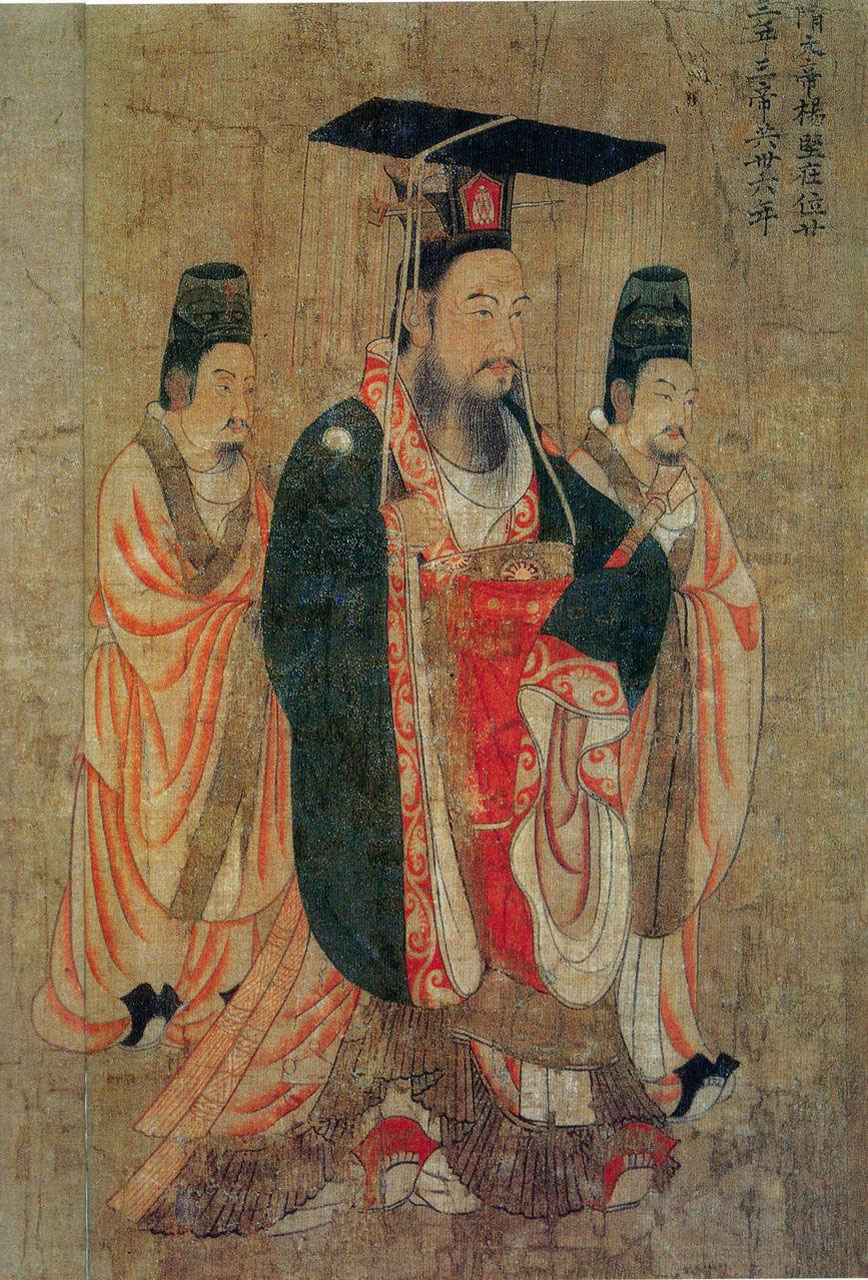
隋文帝楊堅

在100至幾千年前的古中國，扎髻或留髮梳齊為普遍男子的髮式。商代男子髮式，以梳辮髮為主；春秋戰國時流行垂髻，分髮而挽成髻為鬈；秦漢時期已演變至梳辮、挽髻的階段，髮梢散垂於後。梳在兩旁的髻稱為髽髻，髮式的妝飾品也開始出現，朱鬕是繞在髮髻上作為裝飾的帶子。民國以後大多男性為短髮，有些職業如軍人、警察規定男性不能留長髮。
靺鞨男子普遍梳後束成多條辮，或者剃去四側的頭髮，僅留頭頂一束髮，會以細繩扎起，見於宋代時的金國武士。滿清於1644年10月30日入關，多爾袞認為大局已定，於六月再次下剃髮令。七月，又下令「衣冠皆宜遵本朝之制」，規定清軍所到之處，成年男子無論官民，限十日內盡行剃頭，削髮垂辮，不從者斬，以恫嚇抵抗軍民。

## 外部連結
- . （原始内容存档于2012-06-08）.
- .   [2012-06-28]. （原始内容存档于2012-06-27）.
- . （原始内容存档于2012-06-29）.
- .   [2012-06-28]. （原始内容存档于2011-02-22）.
- .   [2012-06-28]. （原始内容存档于2012-06-14）.
- .   [2012-06-28]. （原始内容存档于2008-08-14）.
- .   [2012-06-10]. （原始内容存档于2012-06-16）.